# وستکلیف (کلرادو)
وستکلیف (به انگلیسی: Westcliffe) شهری در ایالت کلرادو کشور ایالات متحده آمریکا است که جمعیت آن در سرشماری سال ۲۰۱۰ میلادی، ۵۶۸ نفر بوده‌است.